# KJファイル
『KJファイル』(KJ FILE) は、2022年7月10日（日曜深夜）から2023年4月2日までテレビ東京で放送されていたアニメ作品である。全26話。

## 概要
『闇芝居』のスタッフが怪獣をテーマに制作する短編アニメ。怪獣をこよなく愛するクリエイター達が創造した、数多のオリジナル怪獣を、昭和レトロなタッチで描かれたイラストや、怪獣一体につき一曲ずつ作られたテーマソング、そして弱点ともいえる残念な一面も交えて紹介されている。2022年10月に第2期の製作が発表され、2023年1月より放送開始。また、主要キャストの小林博士役の清川元夢と、ギレルモ博士役の小林清志が放送期間中に死去したため、それぞれの遺作となった。

## あらすじ
20世紀初め、世界各地に突如怪獣が出現し始めた。人類は当初怪獣を駆逐することを試みたが、彼らの巨大な力を前にその試みを断念した。そして人類は怪獣を常に監視し分析することを目的とした組織、国連怪獣監視団 (Kaiju Watchers the League of Nations)、通称：KWLONs（クーロンズ）を結成した。不屈のリーダー海堂勇一郎を筆頭に、今日も怪獣科学のエキスパート達が、数百体にも及ぶ怪獣達と人類が共存出来る世界を模索し続ける。

## 登場怪獣

### 監視対象No.326「黒霧怪獣ゲソラマリ」
第1話に登場。怪獣の報告はケニー・御子柴博士が行う。初回接触は1999年8月24日、東南アジアの海に突如黒い霧が立ち込めた。ちなみに怪獣防災学的には、この時点で即逃げた方がいい。黒い霧はみるみる広がり、バカンスを楽しんでいた人々はパニック。さらに黒い霧の中に巨大な物体が見え、人々の混乱に拍車を掛けた。この黒い霧は怪獣が吐き出していた墨というわけだ。この怪獣の名は、ゲソラマリ。
挿入歌「黒霧怪獣ゲソラマリ」
作詞：佐々木充郭 / 作曲・編曲：菊谷知樹 / 歌：樫原伸彦、星咲花那
怪獣ウラ話
声：のぞみ「ゲソラマリのまっ黒なきりって、おもったよりいっぱい出ちゃうから、じぶんまでまっ黒になるんだよね。」

### 監視対象No.534「放浪灼熱怪獣ファンバーン」
第1話に登場。怪獣の報告は小林丸兆治博士が行う。初回接触は2008年9月15日、南太平洋の島に隕石が落下。落下直後、島は激しい炎に包まれその中から怪獣が出現。怪獣生態学的見解として灼熱の惑星から飛来したこの怪獣は火炎放射で気温を上昇させ、地球を自分に適した環境に変えようとしているのだと思われる。大陸に上陸した場合、全土焼失までわずか一週間。まさに最強の火炎放射怪獣である。
挿入歌「放浪灼熱怪獣ファンバーン」
作詞：佐々木充郭 / 作曲・編曲：菊谷知樹 / 歌：樫原伸彦
怪獣ウラ話
声：ひかり「ファンバーンって、水がとーってもきらいだから、ちっちゃな水たまりもとびこえられないんだよね。」

### 監視対象No.709「棘状装甲獣ヘルレギラ」
第2話に登場。怪獣の報告は、クレア・コールマン博士が監視対象No.708の対処に忙しいため、ニキータ・タルコフスキー博士が行う。初回接触は2023年10月1日、ステガマルナ島の研究施設にて監視対象怪獣に対怪獣戦略兵器の照射実験を敢行するも失敗。怪獣は棘状の装甲をミサイルのように放ち、島の施設は大破。今一度、この怪獣への照射実験の機会を与えていただきたい次第である。
挿入歌「棘状装甲獣ヘルレギラ」
作詞：佐々木充郭 / 作曲・編曲：菊谷知樹 / 歌：岡本幸太
怪獣ウラ話
声：ななせ「ヘルレギラって、じぶんでとばしたとげが、よくじぶんにささっちゃうんだよね。」

### 監視対象No.323「深海獣王キングデプス」
第2話に登場。怪獣の特別講義はギレルモ・マルケス博士が行う。初回接触は1999年6月7日、太平洋の海溝にて深海探査中だった探査艇の前に怪獣が出現。驚くべきは、マッコウクジラを一呑みにするその巨大さである。発光器官が輝くと同時に電磁パルスが発生。彼の領域への人類の立ち入りを拒絶したのである。怪獣とは、人智を超え、神の支配からも解き放たれた存在だと改めて肝に銘じなければならない。彼の名は、深海の王キングデプス。
挿入歌「深海獣王キングデプス」
作詞：飯塚貴士 / 作曲・編曲：菊谷知樹 / 歌：星咲花那
怪獣ウラ話
声：のぞみ「キングデプスって、およぐのがとってもおそいんだって。」

### 監視対象No.146「多角怪獣ムルティホルン」
第3話に登場。怪獣の報告はルル・ドゥ・ピカード博士が行う。初回接触は1974年9月21日。南方のジャングルにて、無数のツノを生やした怪獣が暴れているとの通報あり。怪獣が暴れ続ける要因として、空腹、痛み、怒り、そのどれかに当てはまることが多いが、この怪獣の鳴き声はどれも該当しない。この怪獣を突き動かすものは一体何なのか、今以て謎である。
挿入歌「多角怪獣ムルティホルン」
作詞：飯塚貴士 / 作曲・編曲：菊谷知樹 / 歌：岡本幸太
怪獣ウラ話
声：ひかり「じつはムルティホルンって、ツノでまえがみえなくて、まよって、はしっているだけなんだって。」

### 監視対象No.252「砂嵐怪獣ジロルゴ」
第3話に登場。怪獣の報告はクレア・コールマン博士が行う。初回接触は1991年1月17日。北アフリカの砂漠で突如巨大な砂嵐が発生。砂嵐の原因は怪獣ジロルゴ。機能分析学的に解説すると、ジロルゴは血管のように全身に砂管を巡らせ、外骨格の隙間から砂をジェット噴射して砂嵐を起こしていたのである。全身に砂が駆け巡る感覚は、どのようなものであろうか。
挿入歌「砂嵐怪獣ジロルゴ」
作詞：佐々木充郭 / 作曲・編曲：菊谷知樹 / 歌：岡本幸太
怪獣ウラ話
声：のぞみ「ジロルゴって、ちょうしにのりすぎると、酔っちゃって、すなをゲロゲロはいちゃうんだよね。」

### 監視対象No.157「巨猿獣ファイヤーポンゴ」
第4話に登場。怪獣の報告はクレア・コールマン博士が行う。初回接触は1975年8月12日、北極圏の島に類人猿型の怪獣が出現。怪獣は大地を揺らし、空を割るような咆哮を繰り返した。やがて軍の攻撃が始まると、体毛は逆立ち、炎のように揺らめき始めた。これは興味深い怪獣的機能である。その姿を見て島の人々は彼をこう呼んだ。ファイヤーポンゴと…。
挿入歌「巨猿獣ファイヤーポンゴ」
作詞：佐々木充郭 / 作曲・編曲：菊谷知樹 / 歌：岡本幸太
怪獣ウラ話
声：れんと「ファイヤーポンゴって、毛がさかだつと、すぐぬけおちて、さむくて、ブルブルふるえちゃうんだって。」

### 監視対象No.411「暗転怪獣ダンケルネビル」
第4話に登場。怪獣の報告は小林丸兆治博士が行う。初回接触は2006年7月9日、深夜ヨーロッパの都市に怪獣が出現。ダンケルネビルは尾の先端に超小型ブラックホールを発生させ、周囲の光及びエネルギーを吸収。怪獣生態学的分析によれば、これは未知の宇宙怪獣である。恐らく暗黒星雲から食糧である光を求めて地球へと来たのであろう。
挿入歌「暗転怪獣ダンケルネビル」
作詞：佐々木充郭 / 作曲・編曲：菊谷知樹 / 歌：岡本幸太
怪獣ウラ話
声：のぞみ「ダンケルネビルって、エネルギーをたべて、おなかいっぱいになると、ずーっとねちゃうんだよね。」

### 監視対象No.258「化石怪獣プテロストー」
第5話に登場。怪獣の特別講義は、再びギレルモ・マルケス博士が行う。初回接触は1993年7月17日、北米大陸の恐竜の化石発掘現場で全身骨格の化石を発見。しかし化石は突如動き出し、暴れ始めた。それは化石ではなく怪獣だったのである。彼は休眠時に自らの体を化石化して、4億年も生き続ける稀有を有していたのだ。何という生命力、不死の力であろう。改めて肝に銘じなければならない。怪獣とは、永遠と神秘の存在であることを…。
挿入歌「化石怪獣プテロストー」
作詞：佐々木充郭 / 作曲・編曲：菊谷知樹 / 歌：樫原伸彦
怪獣ウラ話
声：のぞみ「プテロストーって、かんたんにバラバラになっちゃうんだよね。」

### 監視対象No.388「水晶怪獣クリスタピリス」
第5話に登場。怪獣の報告はニキータ・タルコフスキー博士が行う。初回接触は2001年11月11日、北米大陸の歓楽街に怪獣が出現。夜が明ける前は無害の結晶状の怪獣と思われたが、太陽が上り日差しが強くなると状況が一変。レンズ効果によって太陽光が乱反射、たちまち周囲は火の海となった。獰猛でなくともここまでの被害を出してしまうこの怪獣の存在は驚異的である。現在、結晶の解析を続行中。近い将来、次世代の対怪獣戦略兵器開発に大いに役立つ可能性が高いと思われる。
挿入歌「水晶怪獣クリスタピリス」
作詞：飯塚貴士 / 作曲・編曲：菊谷知樹 / 歌：岡本幸太
怪獣ウラ話
声：はると「クリスタピリスはじぶんの光で目がいたくなっちゃうんだって。」

### 監視対象No.297「被甲怪獣ギウイラ」
第6話に登場。怪獣の報告はニキータ・タルコフスキー博士が行う。初回接触は1998年6月14日、ヨーロッパのサッカースタジアムに突如怪獣が出現。当時は試合中で、選手も観客も大混乱。怪獣はアルマジロの様に丸まり、有らゆるものを薙ぎ倒し破壊。だが弱点はないわけではない。博士の分析によれば、球体から元に戻った瞬間を攻撃すればよいのだ。ただし、簡単ではない。
挿入歌「被甲怪獣ギウイラ」
作詞：佐々木充郭 / 作曲・編曲：菊谷知樹 / 歌：空野青空
怪獣ウラ話
声：のぞみ「ギウイラって、さかみちだと、コロコロころがっちゃうんだよね。」

### 監視対象No.268「音叉怪獣ゾォリグゼン」
第6話に登場。怪獣の報告は小林丸兆治博士が行う。初回接触は1995年12月26日、オセアニア地域有数の都市に突如、宇宙怪獣が飛来。この怪獣の鋏状の手は音叉の様に特定の音波を出し、構造物を振動させ破壊する。生態学的検証によれば、故郷の星ではその音波で仲間とコミュニケーションをとっていたのだろうが、この地球では違う。恐るべき音響兵器と化してしまうのである。
挿入歌「音叉怪獣ゾォリグゼン」
作詞：佐々木充郭 / 作曲・編曲：菊谷知樹 / 歌：星咲花那
怪獣ウラ話
声：ひかり「ゾォリグゼンって、ねこのなきごえがにがてだから、ねこがいると、すぐにげちゃうんだよね。」

### 監視対象No.708「歯状装甲獣ヴァゾラス」
第7話に登場。怪獣の報告はクレア・コールマン博士が行う。報告直前、突如怪獣が暴走し、コールマン博士とタルコフスキー博士が滞在していたステガマルナ島の研究施設は全壊。博士の報告によると、怪獣は全身が歯のような装甲に包まれていて、それがチェーンソーの様に動くのだそうだ。だがこれ以上の分析は危険と判断し、タルコフスキー博士と共に緊急避難した。
挿入歌「歯状装甲獣ヴァゾラス」
作詞：佐々木充郭 / 作曲・編曲：菊谷知樹 / 歌：岡本幸太
怪獣ウラ話
声：ひかり「ヴァゾラスって、けずりカスをじぶんですいこんで、ハックション！ってなっちゃうんだよね。」

### 監視対象No.401「強面怪獣ツォンガドン」
第7話に登場。怪獣の報告はニキータ・タルコフスキー博士が行う。初回接触は2002年5月6日、米国中西部の広野に怪獣が出現。その恐ろしい面構えに、身の毛がよだつ鳴き声、特徴的なひれを光らせる。凶暴な怪獣であることは一目瞭然。火や光線を吐き、街を一気に焼き払うつもりなのだろう。どれほどの威力か想像を絶する。対怪獣戦略学的には、正面からぶつかり、正々堂々勝負したい相手である。
挿入歌「強面怪獣ツォンガドン」
作詞：佐々木充郭 / 作曲・編曲：菊谷知樹 / 歌：樫原伸彦
怪獣ウラ話
声：れんと「ツォンガドンって、火をはくとおもったら、たまに舌だけだす、おちゃめなとこがあるんだよね。」

### 監視対象No.684「凍結怪獣イースビオン」
第8話に登場。怪獣の報告はケニー・御子柴博士が行う。初回接触は2020年9月2日、カリブ海のリゾート地に怪獣が出現。極寒の惑星にいた宇宙怪獣で、液体窒素のようなものを噴霧し、あらゆるものを一瞬で凍結させる。しかし人的被害はゼロ。監視衛星から宇宙怪獣の落下地点を割り出すことで、住民の避難を完了させることが可能になったからだ。ちなみにこのシステムを開発したのは、ケニー・御子柴博士自身である。
挿入歌「凍結怪獣イースビオン」
作詞：佐々木充郭 / 作曲・編曲：菊谷知樹 / 歌：樫原伸彦
怪獣ウラ話
声：ひかり「イースビオンって、こおりがとけると、めっちゃ小さくなるんだよね。」

### 監視対象No.261「概念怪獣ベグリフモンス」
第8話に登場。怪獣の報告はルル・ドゥ・ピカード博士が行う。60年代初頭から、あるアジアの街にて相次いで物質が消滅する怪奇現象が発生。長年原因は不明でしたが、1995年10月8日、それが怪獣によるものだと判明。御子柴四朗博士が生前最後に開発した、ディメンションセンサーのおかげである。この怪獣は、地球上の生物には感知できない特異な生体機能を持つ概念のような存在。人間の感知できない次元に生息し、触れたものを次元の間へと引き摺り込んで、跡形も無く消してしまうのです。
挿入歌「概念怪獣ベグリフモンス」
作詞：飯塚貴士 / 作曲・編曲：菊谷知樹 /  歌：空野青空
怪獣ウラ話
声：はると「ベグリフモンスは、だれにもきづいてもらえないから、さみしいんだって。」

### 監視対象No.219「鳥龍テュルビュラースン」
第9話に登場。怪獣の報告はケニー・御子柴博士が行う。初回接触は1989年12月22日。極東地域の都市の高層ビルの上に、突如鳥の巣のようなものが形成され、巣にあった卵が怪しい光を帯び始めた。怪獣防災学的見解から言うと、怪しい卵には決して近付いてはいけません。なぜなら近くに親がいるからです。案の定、調査隊のヘリコプターは乱気流に襲われ、上空の彼方より怪獣が高速で接近。こうして怪獣に敵と認識された調査隊は、絶体絶命の危機に陥ったというわけです。
挿入歌「鳥龍テュルビュラースン」
作詞：佐々木充郭 / 作曲・編曲：菊谷知樹 / 歌：空野青空、岡本幸太
怪獣ウラ話
声：のぞみ「テュルビュラースンって、卵をうんですぐとぶと、つかれて、ヘロヘロになっちゃうんだよね。」

### 監視対象No.701「双頭雷龍ダイギラファン」
第9話に登場。怪獣の報告はクレア・コールマン博士が行う。初回接触は2023年8月2日、極東アジア地域の南海の諸島群にあるテーマパークで、恐竜を再現した実物大模型が動いているとの通報があった。だが、動いていたのは模型ではなく怪獣。コールマン博士曰く、恐竜と怪獣は全く別の生物であり、機能分析学的には、この怪獣の双頭の構造を解剖して確かめたいとのことであった。
挿入歌「双頭雷龍ダイギラファン」
作詞：佐々木充郭 / 作曲・編曲：菊谷知樹 / 歌：空野青空、星咲花那
怪獣ウラ話
声：はると「ダイギラファンって、首どうしがすぐけんかしちゃうんだって。」

### 監視対象No.161「怪獣犬ソウバッカ」
第10話に登場。怪獣の報告はルル・ドゥ・ピカード博士が行う。初回接触は1978年8月22日。極東アジア地域に出現した犬型の怪獣。この怪獣は御子柴四朗博士の研究所で保護され、超音波怪獣制御装置の研究に役立ったのは有名な話である。研究所が反怪獣組織の過激派の襲撃を受けた際には、ソウバッカが立ちはだかって御子柴博士を守ったとか。怪獣の中にも忠義心があるということです。
挿入歌「怪獣犬ソウバッカ」
作詞：佐々木充郭 / 作曲・編曲：菊谷知樹 / 歌：樫原伸彦
怪獣ウラ話
声：はると「ソウバッカって、どこでもおしっこしちゃうから、あとでそうじがたいへんなんだよね。」

### 監視対象No.252「散置怪獣ムバラランダ」
第10話に登場。怪獣の報告はクレア・コールマン博士が行う。初回接触は1991年1月17日、中央アジアの砂漠で怪獣と演習中の軍隊が遭遇。一見すると類型的な怪獣の体形をしているけれど、鼻は尻尾の先に、口は両手に一つずつ、目は足先に配置されている。内臓器官の配置も前例がない複雑怪奇な構造をしていて、生物として一体何故このような身体構造に至ったのかが、謎すぎて興奮してしまう怪獣である。
挿入歌「散置怪獣ムバラランダ」
作詞：飯塚貴士 / 作曲・編曲：菊谷知樹 / 歌：岡本幸太
怪獣ウラ話
声：のぞみ「ムバラランダって、足のさきについた目が、あるくといろんなところにぶつかっちゃうんだよね。」

### 監視対象No.141「樹龍ウッドラゴ」
第11話に登場。怪獣の報告は小林丸兆治博士が行う。初回接触は1973年11月11日。北米大陸に樹齢が推定不可能といわれる巨樹が聳えていた。それが突如怪獣へと変貌したのだ。おそらく、植物として寿命をむかえ、光合成によるエネルギー生成が不可能となると怪獣へと変貌するスイッチが、遺伝子に組み込まれていたと思われる。実に興味深い。ギレルモ・マルケス博士にも見解を伺いたい案件だ。
挿入歌「樹龍ウッドラゴ」
作詞：佐々木充郭 / 作曲・編曲：菊谷知樹 / 歌：岡本幸太
怪獣ウラ話
声：れんと「ウッドラゴって、はるになると、また木にもどっちゃうんだよね。」

### 監視対象No.389「超雑食怪獣オムニバロン」
第11話に登場。怪獣の報告はルル・ドゥ・ピカード博士が行う。初回接触は2001年11月20日。極東アジア地域の都市に怪獣が出現。恐るべきはその食欲。鉄筋コンクリートなど到底食糧とは思えないものも、構うことなく食い尽くす。クレア・コールマン博士の見解では、複数の胃袋であらゆるものを消化する特殊な酵素を発生させているそうだ。鳴き声のサンプルを聴いたが、まさに飢えた野獣である。
挿入歌「超雑食怪獣オムニバロン」
作詞：佐々木充郭 / 作曲・編曲：菊谷知樹 / 歌：星咲花那
怪獣ウラ話
声：ひかり「オムニバロンって、たねはしょうかできないから、体からかわいいお花がさいちゃうの。」

### 監視対象No.128「太古怪獣デスポタイタス」
第12話に登場。怪獣の報告は小林丸兆治博士が行う。初回接触は1974年5月5日、南米のジャングルにて民間の調査隊が巨大生物と遭遇。大きく開かれた口からマグマのような熱線が放たれ、辺り一面は火の海になった。その温度は太陽の表面温度に匹敵する摂氏6000度に到達していたそうである。この生物は間違いなく怪獣、その名はデスポタイタスだ。
挿入歌「太古怪獣デスポタイタス」
作詞：飯塚貴士 / 作曲・編曲：菊谷知樹 / 歌：樫原伸彦
怪獣ウラ話
声：はると「デスポタイタスって、おいしそうなものをみると、溶岩のよだれが、とまらなくなっちゃうんだって。」

### 監視対象No.624「始祖怪獣プロトンガ」
第12話に登場。怪獣の報告はクレア・コールマン博士が行う。初回接触は2021年9月28日、東南アジアの都市に怪獣が出現。プロトンガはその巨大な体が一つの細胞だけで構成されている超巨大単細胞生物である。この怪獣はあらゆる怪獣の始祖となった生物の生き残りかもしれない。やっかいなことにちょっとした刺激で細胞分裂をしてしまうので、研究施設に誘導するのに苦労した怪獣である。
挿入歌「始祖怪獣プロトンガ」
作詞：佐々木充郭 / 作曲・編曲：菊谷知樹 / 歌：樫原伸彦、岡本幸太
怪獣ウラ話
声：はると「プロトンガって、すっごい、すっごい、めちゃくちゃふえるから、すっごいたいへん。」

### 監視対象No.001「大蛇怪獣ヒドロチ」
第13話に登場。怪獣の報告は小林丸博士が行う。1908年6月30日、ユーラシア大陸極東に隕石落下による大爆発が起った。その影響で地殻が変動し、古代の地層に眠っていた怪獣達が出現するようになった。このヒドロチは、記念すべき怪獣第一号。火山から八つ頭の大蛇が出現。人々はただ狼狽えるばかり。やがてヒドロチは静かに去っていった。つまり怪獣とは、敵対せねば向こうも仕掛けてくることはないという最初の見本だ。
挿入歌「大蛇怪獣ヒドロチ」
作詞：佐々木充郭 / 作曲・編曲：菊谷知樹 / 歌：空野青空
怪獣ウラ話
声：ひかり「ヒドロチって、火山の中でこんがらがってるから、火山の口からすぐに出てこられないんだよね。」

### 監視対象No.183「三原色獣カプライマー」
第13話に登場。怪獣の報告はケニー御子柴博士が行う。初回接触は1982年6月25日、南極に怪獣が出現。怪獣は回転しながら、3つの球体から3色の光を発生。その瞬間、真っ白な眩い光線が走り、半径3kmにある物体が一瞬で蒸発。何が起ったか今も解明できていない。怪獣防災学的見地は、怪しい奴の怪しい光は、かなり危険ということだ。
挿入歌「三原色獣カプライマー」
作詞：飯塚貴士 / 作曲・編曲：菊谷知樹 / 歌：岡本幸太
怪獣ウラ話
声：はると「カプライマーってね、すぐ目がまわっちゃうんだよね。」

### 監視対象No.114「釣り針古代怪獣アムソンザウルス」
第14話に登場。怪獣の報告はルル・ドゥ・ピカード博士が行う。初回接触は1970年7月4日、アジアの都市で開催された博覧会で草食怪獣コスモドンの展示が行われていたところ、突如別の肉食怪獣が出現。この怪獣はコスモドンを2本の鋭いツノで突き刺すと、雷の熱を利用して肉を焼き捕食。サンプルを聴くと、この時のコスモドンの悲痛な鳴き声が残っていて、たまらなく辛い気持ちになる。
挿入歌「釣り針古代怪獣アムソンザウルス」
作詞：佐々木充郭 / 作曲・編曲：菊谷知樹 / 歌：樫原伸彦
怪獣ウラ話
声：ひかり「アムソンザウルスのツノって、いちどひっかかると、なかなかぬけないんだよね。」

### 監視対象No.108「城壁怪獣ウォルガモス」
第14話に登場。怪獣の特別講義は、要望多数によりギレルモ・マルケス博士が行う。初回接触は1967年7月14日。ヨーロッパの閑静な山間部に局所的な地震があり、発生源は古い城であると判明。この古城は建造物ではなく巨大な怪獣だったのだ。内部に閉じ込められた観光客は全て、彼の餌だ。巨大なものは全て怪獣であると肝に銘じなければならない。大いなる建物には大いなる怪獣が宿る。彼の名はウォルガモス。
挿入歌「城壁怪獣ウォルガモス」
作詞：飯塚貴士 / 作曲・編曲：菊谷知樹 / 歌：岡本幸太
怪獣ウラ話
声：はると「ウォルガモスって、じめんに5センチしか、すすまないんだよね。」

### 監視対象No.026「潮流怪獣ボワッドス」
第15話に登場。怪獣の報告はルル・ドゥ・ピカード博士が行う。初回接触は1912年4月15日。当時の報告書はニキータ・タルコフスキー博士の祖父によって書かれています。大西洋航行中だった大型客船が突如、怪獣に遭遇。通常は深海に暮らすこの怪獣は、大量の酸素を取り入れるために定期的に浮上する必要があったそうです。この時はタイミングが悪く、大型客船の航路上に浮上してしまった。回避することは不可能。衝突、沈没は免れない運命だったとのことです。
挿入歌「潮流怪獣ボワッドス」
作詞：佐々木充郭 / 作曲・編曲：菊谷知樹 / 歌：星咲花那
怪獣ウラ話
声：ひかり「ボワッドスって、ふくらみすぎると空気がもれちゃうんだよね。」

### 監視対象No.134「頭突き怪獣ボグジィロン」
第15話に登場。怪獣の報告はクレア・コールマン博士が行う。初回接触は1972年7月26日、当時東南アジアの森林地帯では悪徳な伐採業者が蔓延っていた。そこへ、この一帯で昔から目撃されている伝説の怪獣が出現。怪獣は木々を失った山に頭突きを繰り返す。やがて土壌が攪乱され、再び木々が芽吹き出した。地元民にとってはまさに山の神である。
挿入歌「頭突き怪獣ボグジィロン」
作詞：佐々木充郭 / 作曲・編曲：菊谷知樹 / 歌：星咲花那
怪獣ウラ話
声：のぞみ「ボグジィロンって、つかれたら、立ったままねちゃって、しかもいびきがとってもうるさいの。」

### 監視対象No.172「凶悪親子怪獣ダイダインガ」
第16話に登場。怪獣の報告はクレア・コールマン博士が行う。初回接触は1979年4月12日、オセアニア地域の大陸の荒野に怪獣が出現。この怪獣の特徴は、有袋類の様にお腹の袋で子を育てていること。親子揃って性格は獰猛。母親は毒ガスで敵を遠ざけ、近付けたとしても母親の袋の中にいる子供が酸性の吐瀉物で攻撃してくるのである。
挿入歌「凶悪親子怪獣ダイダインガ」
作詞：佐々木充郭 / 作曲・編曲：菊谷知樹 / 歌：空野青空、星咲花那
怪獣ウラ話
声：ひかり「ダイダインガって、こどもがおかあさんのふくろの中で吐いちゃうと、たいへんなことになっちゃうんだよね。」

### 監視対象No.160「菌獣クサビラァ」
第16話に登場。怪獣の報告はルル・ドゥ・ピカード博士が行う。初回接触は1975年10月2日、東アジアの都市に菌類型の怪獣が出現。キノコの傘にあたる部分を巨大化させ、胞子を撒き散らし、街中をキノコだらけにする恐ろしい怪獣です。人間も例外ではなく、胞子を吸い込んでしまうと皮膚にもキノコが生えてきてしまいます。この話をしていたら、昨日のキノコ鍋を思い出して気分が…。
挿入歌「菌獣クサビラァ」
作詞：佐々木充郭 / 作曲・編曲：菊谷知樹 / 歌：岡本幸太
怪獣ウラ話
声：れんと「クサビラァって、かさを大きくしすぎて体をつぶしちゃうんだよね。」

### 監視対象No.068「斬撃怪獣サタンエスペード」
第17話に登場。怪獣の報告はケニー御子柴博士が行う。初回接触は1944年6月13日、南米奥地の密林に出現。その恐ろしい外見とは裏腹に、非常に大人しい怪獣である。初回接触から50年間、人類に害を及ぼすことはなかったが、1994年8月25日、突然凶暴化。鋭い刃であらゆるものを切り裂き、瓦礫の山を築いていた。防災学的な教訓は、油断大敵ということでしょうね。
挿入歌「斬撃怪獣サタンエスペード」
作詞：佐々木充郭 / 作曲・編曲：菊谷知樹 / 歌：岡本幸太
怪獣ウラ話
声：ひかり「サタンエスペードって、せなかがかゆくても、なかなか手がとどかないんだよね。」

### 監視対象No.711「猛禽怪獣アルケイビス」
第17話に登場。怪獣の報告は小林丸兆治博士が行う。初回接触は2023年11月9日。東アジアの都市上空に突如怪獣が飛来。怪獣は羽ばたきによって猛烈な風を起こし、次々と建物を破壊。その目的は巣作りの為のようだ。瓦礫の中から気に入ったものを漁り、巣の材料とする。面白がるのは些か不謹慎だが、果たしてどんな巣ができることやら......。
挿入歌「猛禽怪獣アルケイビス」
作詞：佐々木充郭 / 作曲・編曲：菊谷知樹 / 歌：空野青空
怪獣ウラ話
声：はると「アルケイビスって、神経質すぎて、あんまり、気に入った巣をつくれないんだよね。」

### 監視対象No.324「深海獣妃クィンデプス」
第18話に登場。怪獣の報告は小林丸兆治博士が行う。初回接触は1999年6月7日。太平洋の海溝にて、キングデプスと遭遇した探査艇が、立て続けに怪獣に遭遇。怪獣は、キングデプスと互いの発光器官を交互に光らせ、まるでダンスを踊るように回遊を始めた。おそらく2頭の怪獣による求愛行動であるとみて間違いない。それはさぞ神秘的な光景であっただろう。一度この目で見てみたいものだ。
挿入歌「深海獣妃クィンデプス」
作詞：飯塚貴士 / 作曲・編曲：菊谷知樹 / 歌：星咲花那 岡本幸太
怪獣ウラ話
声：はると「クィンデプスとキングデプスって、こっちがてれちゃうくらい、ほんと仲いいよね。」

### 監視対象No.098「硬質棘怪獣ディカブラスン」
第18話に登場。怪獣の報告はニキータ・タルコフスキー博士が行う。初回接触は1955年2月3日。アジアにある都市で地下鉄工事中、想定外に硬い岩盤が現れた。それは怪獣の皮膚の一部であったのだ。眠っていた怪獣は地上へと侵出。特徴は、棘を帯びた硬い皮膚。軍はあらゆる攻撃を試みたが、傷一つ負わせることができなかった。現在実験段階の兵器がこの時あれば、話は別だが......。事務局長には、是非とも一度、この兵器の実験に立ち会っていただきたい。
挿入歌「硬質棘怪獣ディカブラスン」
作詞：佐々木充郭 / 作曲・編曲：菊谷知樹 / 歌：岡本幸太
怪獣ウラ話
声：のぞみ「ディカブラスンって、二度寝するクセがあるんだよね。」

### 監視対象No.106「鳥人獣フォウゲリアン」
第19話に登場。報告はルル・ドゥ・ピカード博士が行う。初回接触は1966年4月9日、北欧の森林地帯に怪獣が出現。おそるべきは怪獣の目から放たれる怪光線です。人間には無害ですが、この光線を浴びた森の鳥たちに異変が起こりました。フォウゲリアンの怪光線は鳥類の進化を促すものだったのです。フォウゲリアンは鳥類を仲間と思い、人間の支配から解放しようとしたのかもしれません。
挿入歌「鳥人獣フォウゲリアン」
作詞：佐々木充郭 / 作曲・編曲：菊谷知樹 / 歌：星咲花那
怪獣ウラ話
声：ひかり「フォウゲリアンの光線って、そんなにつよくなくて、そらとぶ鳥がペンギンになるだけなんだよね。」

### 監視対象No.558「地底多角怪獣トライセラー」
第19話に登場。怪獣の報告はケニー・御子柴博士が行う。初回接触は2009年12月16日、地底トンネルの建設作業中に謎の洞窟が出現。洞窟に生えた無数の鉱石に触れると地震が発生。それは怪獣のツノだったわけです。眠りを妨げられた怪獣は激昂し大暴れ。怪獣防災学上の教訓は、謎の物体には触れるなということです。
挿入歌「地底多角怪獣トライセラー」
作詞：飯塚貴士 / 作曲・編曲：菊谷知樹 / 歌：樫原伸彦
怪獣ウラ話
声：はると「トライセラーってね、あるいていると、いろんなものが、ささっちゃうんだよね。」

### 監視対象No.679「磁力怪獣マグニグマ」
第20話に登場。怪獣の報告はケニー御子柴博士が行う。初回接触は2022年7月8日。北米西海岸の都市に怪獣が地底より出現。以下この怪獣をマグニグマと呼称。マグニグマは2本の触角から強力な磁力を発生させ、巨大な磁気嵐を起こす。都市は瞬時にして壊滅状態。あらゆる武器も磁力で無効化され抵抗する手段もない。この日、街では画期的な通信電波技術が実用化される予定でした。その電波がマグニグマの逆鱗に触れたってことですかね。身につけた金属を捨てるってことしか、応戦手段はないですね。
挿入歌「磁力怪獣マグニグマ」
作詞：佐々木充郭 / 作曲・編曲：菊谷知樹 / 歌：樫原伸彦
怪獣ウラ話
声：ひかり「マグニグマって、じしゃくみたいになっちゃって、いろんなものが、ピタピタくっついちゃうんだよね。」

### 監視対象No.074「沼棲怪獣ズンフーブ」
第22話に登場。怪獣の報告はニキータ・タルコフスキー博士が行う。初回接触は1953年4月23日、ユーラシア大陸東部に怪獣が出現。当時湖沼地帯の埋め立て工事が進められていたが、それに怒った怪獣が狂暴化。これを契機に怪獣の住環境を保護する法整備が全世界で進むこととなった。怪獣を倒す兵器が完成すれば、怪獣の機嫌をうかがう手間が省ける日も近いであろう。
挿入歌「沼棲怪獣ズンフーブ」
作詞：佐々木充郭 / 作曲・編曲：菊谷知樹 / 歌：空野青空、岡本幸太
怪獣ウラ話
声：れんと「ズンフーブって、沼好きだけど田んぼみたいなドロ沼ははまっちゃってうごけなくなるんだよね。」

### 監視対象No.684「お散歩怪獣ブラリゴン」
第22話に登場。怪獣の特別講義はギレルモ・マルケス博士が行う。世界各地に出現し、人を襲わず建物を破壊せず、ただ街を歩き人間に愛嬌を振り撒く、前代未聞のお散歩怪獣。怪獣と人間のユートピアを実現する希望となる怪獣である。
挿入歌「お散歩怪獣ブラリゴン」
作詞：佐々木充郭 / 作曲・編曲：菊谷知樹 / 歌：空野青空
怪獣ウラ話
声：はると「ブラリゴンって、一人ぼっちになるとちょっと暗い顔になるんだよね。」

### 監視対象No.055「大鍬形怪獣キングスタッグス」
第23話に登場。怪獣の報告はケニー御子柴博士が行う。北米東海岸の海上に怪獣が出現。当時、海上では軍の駆逐艦が演習中だったため、即時臨戦態勢に入った。キングスタッグスの最大の特徴は、後背部にある巨大なクワガタの歯のような機甲である。そこから放電し、プラズマのジュール熱によって最新鋭の駆逐艦も一瞬で蒸発。避難するのは無理な話である。
挿入歌「大鍬形怪獣キングスタッグス」
作詞：佐々木充郭 / 作曲・編曲：菊谷知樹 / 歌：岡本幸太
怪獣ウラ話
声：れんと「キングスタッグスって、クワガタっぽいほうの片っぽが折れたら、バランスがとれなくてグラグラになっちゃうんだ。」

### 監視対象No.197「液状化怪獣ミグゾガスタァ」
第23話に登場。怪獣の報告はルル・ドゥ・ピカード博士が行う。初回接触は1987年9月6日、極東アジアの湿原地帯に怪獣が出現。監視の結果、人類には無害と結論づけられ施設に移送されることになった。だが移送中、体内から水分を放出し、周囲を液状化。湿地帯へと土壌を変化させ、建物も人も泥の中に沈めた。悲しい光景である。
挿入歌「液状化怪獣ミグゾガスタァ」
作詞：佐々木充郭 / 作曲・編曲：菊谷知樹 / 歌：星咲花那
怪獣ウラ話
声：ひかり「ミグゾガスタァって、水分がいっぱいでるとしぼんで、どこにいるか分からなくなっちゃうの。」

### 監視対象No.666「幻影怪獣ミラジュラス」
第24話に登場。怪獣の報告はニキータ・タルコフスキー博士が行う。初回接触は2020年3月10日、日本海沿岸部に怪獣が出現。容姿は二枚貝に覆われたユニークな怪獣である。特殊なガスを吐き、人間に幻影を見せる。市民たちはこのガスを吸って、夢のような幻影を見ているのだろう。このミラジュラスのガスが対怪獣兵器としても有効か、現在検証中である。
挿入歌「幻影怪獣ミラジュラス」
作詞：佐々木充郭 / 作曲・編曲：菊谷知樹 / 歌：空野青空
怪獣ウラ話
声：のぞみ「ミラジュラスって、よく貝がらにはさまっちゃうんだよね。」

### 監視対象No.546「天然鎧怪獣デイドス」
第24話に登場。怪獣の報告はクレア・コールマン博士が行う。初回接触は2009年9月10日、ヨーロッパ中央部に怪獣が出現。デイドスの特徴はいかなる攻撃をも防御する強固な装甲。実はデイドスの装甲は、寄生する昆虫怪獣が造り出した粘土層由来の天然の鎧なのである。無限に増殖、強化されるこの装甲に守られているかぎり、デイドスを食い止めるのはほぼ不可能である。
挿入歌「天然鎧怪獣デイドス」
作詞：佐々木充郭 / 作曲・編曲：菊谷知樹 / 歌：樫原伸彦、岡本幸太
怪獣ウラ話
声：れんと「デイドスのよろいって、大きくなりすぎるとおもくてうごけなくなるんだって。」

### 監視対象No.111「暴風蝶ヴォーモルフォ」
第25話に登場。怪獣の報告はケニー御子柴博士が行う。初回接触は1968年8月8日、欧州有数の大都市に蝶のような怪獣が飛来。ヴォーモルフォは、羽ばたきによって複数の竜巻を発生させ、建物などに壊滅的な被害を与えた。現在は対怪獣災害用地下避難シェルターが各都市に完備されているのが常識だが、このころはそれがなかったのである。逃げるのも超大変であった。
挿入歌「暴風蝶ヴォーモルフォ」
作詞：佐々木充郭 / 作曲・編曲：菊谷知樹 / 歌：空野青空
怪獣ウラ話
声：ひかり「ヴォーモルフォって、自分もたつまきに巻きこまれて、よくふっとんじゃうんだよね。」

### 監視対象No.691「地鶏怪獣モアヒガンテ」
第25話に登場。怪獣の報告はルル・ドゥ・ピカード博士が行う。初回接触は2023年2月28日、極東アジアの研究施設に怪獣が出現。モアヒガンテは、来たる食糧難の時代に備え、鶏を遺伝子操作し生み出された巨大生物。研究を重ねるうちに、ついに手に負えないほど凶暴な怪獣と化したのである。鳴き声サンプルからは、食糧として運命を弄ばれた、彼の怒りが伝わってくるようだ。
挿入歌「地鶏怪獣モアヒガンテ」
作詞：佐々木充郭 / 作曲・編曲：菊谷知樹 / 歌：樫原伸彦
怪獣ウラ話
声:れんと「モアヒガンテって、3歩あるくとあばれてた理由をわすれちゃうんだよね。」

### 監視対象No.260「植物怪獣プランタネテス」
第26話に登場。怪獣の特別講義はギレルモ・マルケス博士が行う。初回接触は1995年5月10日、ビル街に咲く小さな花が突如急激な成長を遂げて、都市を飲み込み、空を覆い、天を衝いた。もはや花とは呼べぬその怪獣の根は、無機物を栄養として吸収しているのである。その姿はまるで自然を破壊し続ける人類を罰するかのようだった。人が人を裁くのではなく、怪獣が人を裁くことを肝に銘じなければならない。
挿入歌「植物怪獣プランタネテス」
作詞：飯塚貴士 / 作曲・編曲：菊谷知樹 / 歌：岡本幸太
怪獣ウラ話
声：ひかり「プランタネテスって、お花なのに水によわいんだって。」

### 監視対象No.201「虫皇帝カイザーインゼクト」
第26話に登場。怪獣の報告はクレア・コールマン博士が行う。初回接触は1988年6月4日。全ての生物が同じ大きさと仮定した場合最強の生物は昆虫であるが、だとすればこの怪獣は史上最強の怪獣と言えるだろう。この怪獣はカブトムシの装甲、クワガタの鋸、ハサミムシの鋏、カマキリの鎌、トンボの目と口、バッタの脚力、ハチの毒針を有する。機能分析学的に、まさに虫皇帝である。
挿入歌「虫皇帝カイザーインゼクト」
作詞：佐々木充郭 / 作曲・編曲：菊谷知樹 / 歌:岡本幸太
怪獣ウラ話
声：のぞみ「カイザーインゼクトって、虫だからすぐにひかりによっていっちゃうんだよね。」

## 声の出演
- 小林丸兆治博士 - 清川元夢
- 海堂勇一郎事務局長 - 二又一成
- ケニー御子柴博士 - 今井耕二
- ニキータ・タルコフスキー博士 - 大下昌之
- クレア・コールマン博士 - 福森加織
- ルル・ドゥ・ピカード博士 - 奈日抽ねね
- ギレルモ・マルケス博士 - 小林清志

## スタッフ
- 企画 - 山川典夫、岩﨑拓矢
- プロデューサー - 梅津智史、船田晃
- 演出 - 船田晃
- 脚本 - 佐々木充郭、飯塚貴士
- ロゴデザイン - jimmy
- 作画 - 西川伸司、岡本英郎、海老原優、飯塚貴士、古谷充子、jimmy、和田朋子、山川典夫
- 音効 - 廣澤拓郎
- 制作協力 - スタジオ・バックホーン、和風アニメーション
- 制作 - ILCA、yell
- 製作 - 「KJファイル」製作委員会

## 音楽

### エンディングテーマ
- 怪獣ファイヤ（1話-13話）

（作詞:アズマ、イサム / 作曲:イサム / 編曲:イサム、モリヲ / 歌:かずき山盛り）
- BBMonster（14話-26話）

（作詞:アズマ、イサム / 作曲:イサム / 編曲:イサム、モリヲ / 歌:かずき山盛り）